# Kasteel van Brakum
Het Kasteel van Brakum is een kasteel in de Vlaams-Brabantse plaats Lubbeek, gelegen aan de Binkomstraat 50.

## Geschiedenis
Hier stond vanouds het Hof te Roypoorte, een omgrachte hoeve die omstreeks 1715 omgebouwd werd tot buitenhuis (hof van plaisantie). In 1729 werd het gekocht door Herman Poringo die hoogleraar theologie was. Door huwelijk kwam het aan de familie de Liem. In 1888 stierf dit geslacht uit. Het goed kwam in handen van de familie De Jacquier de Rosée en in 1894 liet Clément de Jacquier de Rosée een deel van het kasteel afbreken. Enkel de westelijke vleugel bleef over. In 1913 werd het goed aangekocht door de familie De Néeff.
Het domein is 25 ha groot